# Dorstenia confusa
Dorstenia confusa är en mullbärsväxtart som beskrevs av Nathaniel Lord Britton. Dorstenia confusa ingår i släktet Dorstenia och familjen mullbärsväxter. Inga underarter finns listade i Catalogue of Life.